# Карти і легенди (Пікар)
Карти і легенди (Maps and Legends) — другий епізод першого сезону американського телевізійного серіалу «Зоряний шлях: Пікар». Сценарій епізоду написали Аківа Голдсман, Майкл Шебон, режисування Ганель Калпеппер. Перший показ відбувся 30 січня 2020 року.

## Зміст
Згадується як на марсіанській станції Утопія відбувся збій в програмі синтетика Ф-8 і почалися нищення.
Сподіваючись знайти Соджі до того, як її спіймають вбивці, Пікар досліджує квартиру Дадж разом із ромуланською співробітницею Ларіс. Вона вважає, що вбивці можуть бути членами «Жат Ваш» — таємної організації з глибоко вкоріненою ненавистю до синтетики, і допомагає Пікару виявити місцезнаходження Соджі з комп'ютера Дадж. Ларіс та Жабан пояснюють, чого вони навчилися, коли були членами «Тал Шиар», ромуланської таємної поліції — це пояснює криміналістичні навички Ларіс. В «Тал Шиар» існує група, яка фанатично виступає проти синтетичного життя. Це «Жат Ваш» — вона зберігає знання про таємницю настільки жахливу, що саме оприлюднення її може зруйнувати психіку людини. Члени секти відчувають ненависть, страх та огиду по відношенню до синтетичного життя. Повернувшись у квартиру Дадж, Ларіс виявляє, що ромуланська бригада очищення підчистила все до молекулярного рівня. За передчуттям, вони проникають у комп'ютер Дадж і виявляють — що дзвінки від її сестрою йшли з-за меж Землі.
На Кубі Боргів, який називають «Артефакт», Соджі розвиває стосунки з ромуланським агентом Нареком. Вона працює над проєктом по видаленню технології боргів із колишніх дронів.
Пікара відвідує його лікар, доктор Моріц Бенаюн, який служив з ним в Зоряному флоті. Пікар намагається отримати сертифікат на дійсну службу, але Бенаюн повідомляє, що у нього аномалія тім'яної частини. Це може спричинити величезну кількість проблем, але всі вони закінчуються однаково невесело. Пікар заявляє що відповідає усім мінімальним вимогам для виконання обов'язку, щоб отримати дозвіл.
Незважаючи на початок смертельної хвороби, Пікар просить адміралку Зоряного флоту Крістен Кленсі надати корабель і екіпаж, щоб знайти Соджі. Адміралка відмовляє йому і повідомляє — якщо це спричинить занадто багато проблем, він буде змушений задовольнитися пониженням у званні до капітана. У Пікарі вона бачить не велич, а марення старої людини.
В деяких частинах куба все ще є активні дрони Борга, команда рекультиваторів носить значки (які стають зеленими у разі виникнення проблем), щоб зберігати рівень безпеки. Зважаючи на це, небезпека здебільшого виявляється на особистому рівні. Соджі та Нарек запевняють докторку Наашалу Кунамадестіфі з «Trill Polytech», що Борг фактично приховував цей куб від Колективу.
Агнес відвідує Пікара із зібраною інформацією по роботах із синтетами Брюса Меддокса та щодо Дадж. Нарек приєднується до Соджі, коли вона та ромуланський лікар хірургічно видаляють імплантати Борга з вже колишнього дрона. Незважаючи на те, що лікар зневажливо ставиться до дрона називаючи його «безіменним», Соджі звертається до колишнього члена Колективу, його рідною мовою: «Ти вільний, мій друже».
Адміралка передає дані про інцидент начальнику служби безпеки Зоряного флоту коммодору О. Вона обговорює це з лейтенантом — переодягнена сестра Нарека Нарісса. Нарісса скеровувала вбивць до Дадж. Нарек наближається до своєї мети — Соджі, спокушаючи її, але не насильно. О вивчає відеозапис з камер спостереження бою, під час якого загинула Дадж. Вона помічає деталі, які хтось, імовірно, забув почистити, як-от: відображення вогню дизраптора від металевих смуг. О повідомляє Наріссі, що Пікар має інформацію про підпільні ромуланські операції на Землі. О також повідомляє, що Пікар згадав «Жат Ваш», і що він намагався отримати корабель, аби знайти Брюса Меддокса, хоча додає, що Кленсі не згадала жодного з цих моментів. І вона відмовляється відповідати, звідки їй це відомо.
Ларіс погано реагує, коли Пікар висловлює свій намір повернутися у космос. Однак, враховуючи реакцію Кленсі, він досі не уявляє, як збирається це зробити. Коли Жабан пропонує знову зібрати групу — Райкер, Ворф, Ла Форж — Пікар відмовляється, не бажаючи, щоб його старі друзі наражали себе на небезпеку через відданість йому. Натомість він зв'язується зі старою колегою: Раффі Музікер. Пікар вирішує сам знайти та врятувати Соджі та починає збирати новий екіпаж, починаючи зі свого колишньої першої офіцерки Зоряного Флоту Раффі.
Музікер вітає його фазерною гвинтівкою, наказуючи розвернутися та сісти назад у своє таксі. Він погоджується, сумно згадуючи, що тепер ніхто ніколи не докопається до суті ромуланської змови на Землі.
На борту Куба Борга Нарек приймає голографічного гостя: це Нарісса. Яку Нарек висміює за те, що вона зробила косметичну операцію, аби позбутися її гострих ромуланських вух. Він — активний агент, якого Нарісса призначила сестрі Дадж — повідомляє, що досяг прогресу у встановленні дружнього контакту з ціллю, і тримає ситуацію під контролем.
- Можу тебе щось запитати?
- Звичайно. Але відповіді не чекай.

## Створення
Музичну тему до серіалу написав Джефф Руссо

## Сприйняття та відгуки
В огляді «StarTrek.com» зазначалося: «Після неймовірного прем'єрного епізоду „Зоряний шлях: Пікар“ повернувся з другою серією „Карти та легенди“. Акторський склад, сценаристи та ті, хто бере участь у створенні серіалу, чітко дали зрозуміти — перші три епізоди серіалу складають єдину арку: відкриття, яке готує основу для того, що має відбутися. Це означає, що залишилося ще досить багато дізнатися про гравців, місце дії та сюжет навколо Жана-Люка Пікара. І цей епізод демонструє нам одне велике відкриття за іншим.»
«Den of Geek»: «Якщо прем'єра „Star Trek: Picard“ була зосереджена на тому, щоб знову познайомити нас із Жаном-Люком Пікаром, то другий епізод має на меті розширити повторне знайомство з цим багатим світом… Дуже сподобалося дізнатися більше про Ларіс та Жабана в цьому епізоді. Трохи засмучує, що вони не підуть у цю подорож. З іншого боку… Треба захистити виноградник!»
«Tor.com»: «Епізод належить Орлі Брейді в ролі Ларіс. Від її чіткого декламування легенди про Жат Ваш до „спецпідрозділу на стероїдах“ у квартирі Дадж, щоб спробувати реконструювати те, що трапилося (і усвідомити, наскільки добре все було вичищено) до її майже материнської стурбованості безпекою Пікара та гніву, що він наражає себе на таку небезпеку, Ларіс чудово домінує в цьому епізоді.»
«TV Tropes» здійснює детальний розбір аналогій, неспівпадінь та недоречностей епізоду.
Лорі Ольстер з «TrekMovie.com» зазначено: «Як і епізод 1, цей чудово режисований Ганелл Калпеппер. Оформлення завжди ідеальне, візуальні елементи допомагають розповісти історію. І хоча вони вражаючі, проте ніколи не бувають важкими. Написання є сильним, і навіть коли сюжет напружується, темп все ще відповідає малюнку. Цього тижня мені особливо сподобалася Орла Брейді в ролі Ларіс!»
«IGN»: «„Зоряний шлях: Пікар“ не поспішає, але оскільки він нагромаджує таємницю на таємницю, це починає здаватися клопіткою справою. Деякі персонажі відстають від авдиторії на крок. А інші часто висловлюють експозицію, а не якийсь діалог, котрий може змусити нас більше піклуватися про них. Тим не менш, історія Жана-Люка залишається переконливою, оскільки він виявляє, що у нього більше немає Зоряного флоту, і нема на що опертися.»
На сайті «IMDb» станом на липень 2023 року епізод отримав 7.4 з 10 зірок схвалення при 5900 голосах.

## Знімались
| Актор           | Роль             |
| --------------- | ---------------- |
| Патрік Стюарт   | Жан-Люк Пікар    |
| Елісон Пілл     | Агнес Джураті    |
| Іза Бріонес     | Дадж             |
| Мішель Герд     | Раффі Музікер    |
| Гаррі Тредевей  | Нарек            |
| Девід Пеймер    | Моріц Бенаюн     |
| Джеймі Мак-Шейн | Жабан            |
| Темлін Томіта   | Комодор О        |
| Орла Брейді     | Ларіс            |
| Девід Карзел    | товариш Дадж     |
| Венді Девіс     | доктор Кабат     |
| Челсі Гарріс    | Наашала          |
| Пейтон Ліст     | Нарісса Різзо    |
| Енн Магнусон    | адміралка Кленсі |
| Марті Матуліс   | наглядач         |
| Чака Десілва    | Барлі            |
| Алекс Діль      | Ф-8              |
| Кейт Фуглі      | Кветчі           |